# Békeffi László

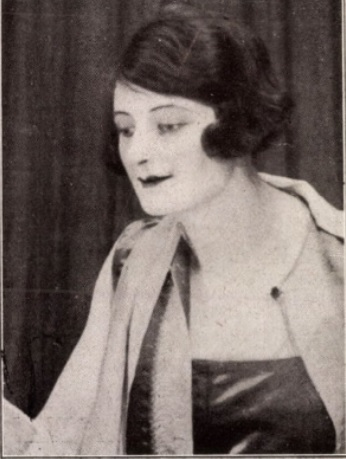
Jankovich Magda, Békeffi Lászlóné színésznő. Portréja a Magyar színművészeti lexikonban (1929)

Békeffi László, Békefi László Vilmos, névváltozat: Békeffy (Szeged, 1891. január 4. – Zürich, 1962. január 21.) magyar komikus, konferanszié, kabarészerző, színész. Békefi Antal író fia, Békeffi István kabarészerző unokatestvére.

## Életpályája
Édesapja Békefi Antal író és kritikus, édesanyja Kükemezey Vilma színésznő volt. Békeffi László először 1912-ben lépett fel Ferenczy Károly kabaréjában, 1912-től 1918-ig tagja volt a Modern Színpadnak, 1921-től 1923-ig pedig az Apollo Kabarénak. Pályáját újságíróként kezdte, de színitanulmányokat is végzett, ám valódi területéül a kabarét választotta.  
1913. október 1-jén Budapesten házasságot kötött Glück Margittal, akitől 1920-ban elvált. 1922. december 11-én Budapesten feleségül vette Jankovich Magda színésznőt.
Boross Gézával 1923-ban indította az Imperiál Kabarét (Rákóczi út 90), majd 1924-ben Vidám Színpad néven folytatták. 1925-ben a Papagáj Kabaré tagja lett. 1927-től 1929-ig Bécsben a Boulevard Theaterben, a Simplicissimusban, majd a Ronacher Theaterben játszott. Hazatérése után, 1929-től 1933-ig az Andrássy úti Színháznak, 1934–től 1936-ig a Terézkörúti Színpadnak volt tagja. Komjáti Károllyal alapította meg 1936-ban a Pódium Írók Kabaréját, mely nem csupán nevében kívánta feltámasztani valamint folytatni a Nagy Endre működésének köszönhetően kialakult valódi kabaré hagyományait, hanem szokatlanul bátor hangú fórumot is teremtett a fokozatosan feszültebbé váló politikai viszonyok között. 
Saját maga is áldozatul esett szókimondó, éles bírálatainak. A Színművészeti Kamara fegyelmit indított ellene 1941-ben, majd letiltotta a színpadról. 1943-ban először Sopronkőhidára, onnan pedig a dachaui koncentrációs táborba hurcolták. Haza már nem tért. 
1949-ig Angliában élt, később az USA-ban, majd Svájcban telepedett le. Termékeny munkásságnak gyümölcsei közé számtalan színmű, kabaréjelenet, sanzonszöveg tartozik. 
Konferanszait szokatlanul bátor hang, újszerű forma, a szellem és a humor ötvözése jellemezte, mely remek előadásmóddal párosult.

## Főbb művei
- A város (Forró Pállal, 1920)
- Éljen a kegyelmes úr! És más szinpadi tréfák; Rácz Vilmos, Bp., 1919 (Színház és divat könyvtár)
- Az esernyő és egyéb színpadi tréfák; Lampel, Bp., 1921 (Fővárosi színházak műsora)
- A randevú. Jelenetek a feleségemmel; Kultúra, Bp., 1923 (Tréfás könyvek)
- Békeffy László aktuális konferanszai, 1-2.; Pless, Orosháza, 1932 (Vidéki műkedvelők könyvtára)
- Szőke Szakáll: VIII. Albert / Vaszary János: Braun ki lesz csapva / Békeffy László: Kitöltjük az összeíró ívet; Globus Ny., Bp., 1932 (Színházi élet színdarabjai)
- A bécsi menyasszony (1931)
- A néma ember (Orbók A.-val, 1931)
- Boldogasszony dervise (1934)
- Békeffi László konferanszainak gyűjteménye. 1.; szerzői, Bp., 1939
- Közéleti tankönyv; Rózsavölgyi, Bp., 1940
- Szegény Hannibál és a többiek. 25 szatíra és burleszk; Fémes Ny., Bp., 1941
- A száműzött Pódium; ill. Feyer György; Continental Book Shop, Toronto, 1955

## Filmszerepei
- A nevető Szaszkia (1916)
- A rablólovag (1917)
- A Csitri (1918) – Aleide filozopter
- A csodagyerek (1920)
- Cserebogár, sárga cserebogár (1922, szkeccs) – Igaz Lázók Ábris cigányprímás
- A hipnotizált feleség (1932, rövid)
- Halló, Budapest (1935)
- 3 : 1 a szerelem javára (1937)

## Rendező
- A halhatatlan asszony (1917)
- A föld rabjai (1917)
- Vadmacska (1917, filmterv)
- A csodagyerek (1920 - rövid)

## Forgatókönyvíró
- A fekete szivárvány (1916)
- Halálcsengő (1917)
- A halhatatlan asszony (1917)
- A föld rabjai (1917, Emőd Tamással)
- Tavaszi vihar (1917)
- Casanova (1918, Pakots Józseffel)
- Kísértetek vonata (1933)
- Halló, Budapest (1935)

## Producer
- A halhatatlan asszony (1917)
- A föld rabjai (1917)
- A rablólovag (1917)
- Vadmacska (1917, filmterv)